# Marteau (Theux-Spa)
Marteau  est un hameau des communes belges de Theux et Spa situé  en Région wallonne dans la province de Liège.

## Situation
Ce hameau se situe au confluent du Wayai et de l'Eau Rouge. La rive droite de l'Eau Rouge qui vient de Winamplanche fait partie de la commune de Spa tandis que la rive gauche dépend de Theux. Deux routes nationales suivent le cours de ces ruisseaux en traversant Marteau : la N.697 qui, dès la sortie du hameau, gravit la côte du Maquisard vers La Reid et Remouchamps et la N.62 qui va de Theux à Spa.